# (10551) Göteborg
(10551) Göteborg, désignation internationale (10551) Goteborg, est un astéroïde de la ceinture principale.

## Description
(10551) Goteborg est un astéroïde de la ceinture principale. Il fut découvert le 18 décembre 1992 à Caussols par Eric Walter Elst. Il présente une orbite caractérisée par un demi-grand axe de 2,99 UA, une excentricité de 0,06 et une inclinaison de 11,4° par rapport à l'écliptique.

## Compléments